# Rue de Sclessin
La rue de Sclessin est une rue de la ville belge de Liège faisant partie du quartier administratif des Guillemins.

## Historique
Sa création fut décidée par le conseil communal de Liège le 29 juin 1866. Jusque dans les années 1960, la rue était traversée par une voie de chemin de fer qui reliait la gare des Guillemins aux bords de la Meuse. Les habitations de la partie nord-ouest de la rue ont été expropriées et démolies pour créer une meilleure perspective entre la l'esplanade des Guillemins et la Tour Paradis.

## Localisation
Cette artère plate et rectiligne d'une largeur de 15 mètres et d'une longueur d'environ 200 m relie la rue Paradis à la place des Franchises en bordant la place Pierre Clerdent (esplanade des Guillemins). Située sur le même axe que la rue de Serbie et la rue Auguste Buisseret, elle s'oriente depuis le centre urbain vers le sud de la ville, le quartier du Val-Benoît et la localité de Sclessin qui lui donna son nom.

## Architecture
Quelques façades de la rue (côté pair) possèdent des éléments relevant du style Art déco. Celle située au no 52 en est le plus bel exemple.

## Rues adjacentes
- Rue de Serbie
- Rue Paradis
- Place Pierre Clerdent
- Rue Bovy
- Rue Jean Gol
- Rue Albert de Cuyck
- Place des Franchises